# 盛岡統括センター
盛岡統括センター（もりおかとうかつセンター）は、東日本旅客鉄道（JR東日本）盛岡支社の駅・運転士・車掌を所管する組織である。
2024年3月16日に盛岡営業統括センター、盛岡運輸区を統合して発足。

## 所管

### 駅業務ユニット
- 盛岡駅 - 所長所在駅
- いわて沼宮内駅
- 二戸駅
- 紫波中央駅◯
- 矢幅駅◯
- 岩手飯岡駅◯
- 雫石駅◯
- 大更駅◯
- 鹿角花輪駅◯

※ 上記は有人駅のみ記載　◯: JR東日本東北総合サービスに業務委託
- 東北本線 : 日詰駅 - 盛岡駅
- 山田線 : 盛岡駅 - 千徳駅
- 田沢湖線 : 盛岡駅 - 赤渕駅
- 花輪線 : 東大更駅 - 東大館駅

### 乗務ユニット
- 盛岡駅近傍に設置（旧盛岡運輸区）
- 担当線区（運転士）
  - 東北本線：一ノ関駅 - 盛岡駅間
  - 釜石線：全線
  - 山田線：全線
  - 田沢湖線：盛岡 - 田沢湖駅間
  - 花輪線：全線
  - いわて銀河鉄道線・青い森鉄道線
- 担当線区（車掌）
  - 東北本線：盛岡駅 - 仙台駅間
  - 山田線：全線
  - 田沢湖線：全線
  - いわて銀河鉄道線：盛岡 - 好摩間（花輪線直通のみ）
  - 花輪線：全線
  - 釜石線：全線

## 歴史
- 2022年10月1日 - 盛岡営業統括センター（盛岡、いわて沼宮内、二戸各駅の統合）が発足。
- 2024年3月16日 - 盛岡営業統括センターに、盛岡運輸区を統合し、盛岡統括センター発足。盛岡営業統括センター、盛岡運輸区を廃止する。

| スタブアイコン | サブスタブ | この項目は、まだ閲覧者の調べものの参照としては役立たない、鉄道に関連した書きかけの項目です。この項目を加筆・訂正などしてくださる協力者を求めています（P:鉄道/PJ:鉄道）。 |